# Domaine de La Doges
Le domaine de la Doges, situé sur le territoire de la commune de La Tour-de-Peilz (chemin des Bulesses 154), est un domaine rural, au voisinage de la jonction des communes de La Tour-de-Peilz, de Saint-Légier-La Chiésaz et de Blonay dans le canton de Vaud, en Suisse.
Il comprend une imposante maison de campagne de goût classique, accompagnée des dépendances rurales ainsi que d’une tour contemporaine, aujourd’hui ornée dans le style néo-gothique. Cette demeure est depuis 2003 siège de la section vaudoise de Patrimoine suisse.

## Toponymie
Ce nom de lieu est parfois rattaché au patois vaudois dausaz (pente, déclivité), mais pourrait provenir également d’un patronyme Dogaz, ou Doges, d’une famille d’origine valaisanne possessionnée dans la région de Vevey au XVIIe siècle et propriétaire, en 1620, d’une vigne dans ce secteur.

## Historique
Le bâtiment, à l’origine essentiellement à vocation rurale, est en construction en 1663 et appartient alors à Jean Joffrey, bourgeois de Vevey. L’ensemble passe en août 1707 au notaire Abraham Augustin Michel, Justicier de Vevey et commissaire des extentes de Leurs Excellences de Berne. Le nouveau propriétaire fait en outre édifier une nouvelle dépendance rurale, datée 1711 sur la clef de la porte de grange.
En 1764, le domaine passe à David Albert Dufour, négociant à Lyon. Le plan cadastral de 1767-1768 montre avec précision les divers édifices ordonnés autour d’une cour centrale. Puis une nouvelle campagne de travaux, en 1765-1768 va agrandir la maison de maître en doublant sa superficie et créer, au nord du rural de 1711, d’autres annexes délimitant deux nouvelles cours de dépendances. Deux pavillons symétriques coiffés d’un toit Mansart marquent dès lors l’entrée de la cour. Leur plan présente des angles méridionaux coupés et incurvés, formant ainsi une demi-lune, exceptionnellement orientée vers la cour.
En septembre 1800, l’ensemble du domaine passe à l’hoirie Martin, puis en janvier 1821 à Abram-François de Palézieux dit Falconnet, de Vevey, dont la famille sera propriétaire de 1821 à 1963.
Jean-François-Philippe de Palézieux, avocat, épouse en 1850 Salomé Ryhiner, de Bâle. C’est vraisemblablement de cette famille que proviennent le portail en grès rouge qui se trouve dans le jardin, ainsi que le grand poêle bleu du rez-de-chaussée.
À la génération suivante, Maurice de Palézieux, qui épouse en 1884 Marie-Louise Du Pan-Revilliod, modernise la maison. Il rend habitable les combles (architecte Maurice Wirz) et fait construire en 1913 à l’entrée de la propriété deux pavillons supplémentaires (architecte Adolphe Burnat), répliques de ceux qui se trouvent au niveau du corps de logis.
Son fils aîné Jean de Palézieux épouse en 1944 Odette Favre, de Nyon. Celle-ci, devenue veuve en 1957, se remarie en 1963 avec le futur ambassadeur André Coigny. Par testament, André Coigny, décédé le 25 novembre 1997, a légué le domaine de La Doges à la Société d’art public, devenue section vaudoise de Patrimoine suisse (Heimatschutz) en 2008. Le domaine dans son entier comprend plus de 65 000 m2 de terrain arborisé d’essences diverses, dont 17 000 m2 de vignoble (légué à la Confrérie des vignerons de Vevey).
La maison de maître est classée monument historique en 2003. Au rez-de-chaussée, dans la salle de conférences, dite Salle Marguerite Burnat-Provins, une exposition rend hommage à cette artiste.
Restauration du bâtiment principal par Christophe Amsler, architecte, 1997-2003. — Restauration de la grange par Esther Stierli, architecte, 2010-2018.